# Taxe perçue au profit des communes de Saint-Martin et Saint-Barthélemy

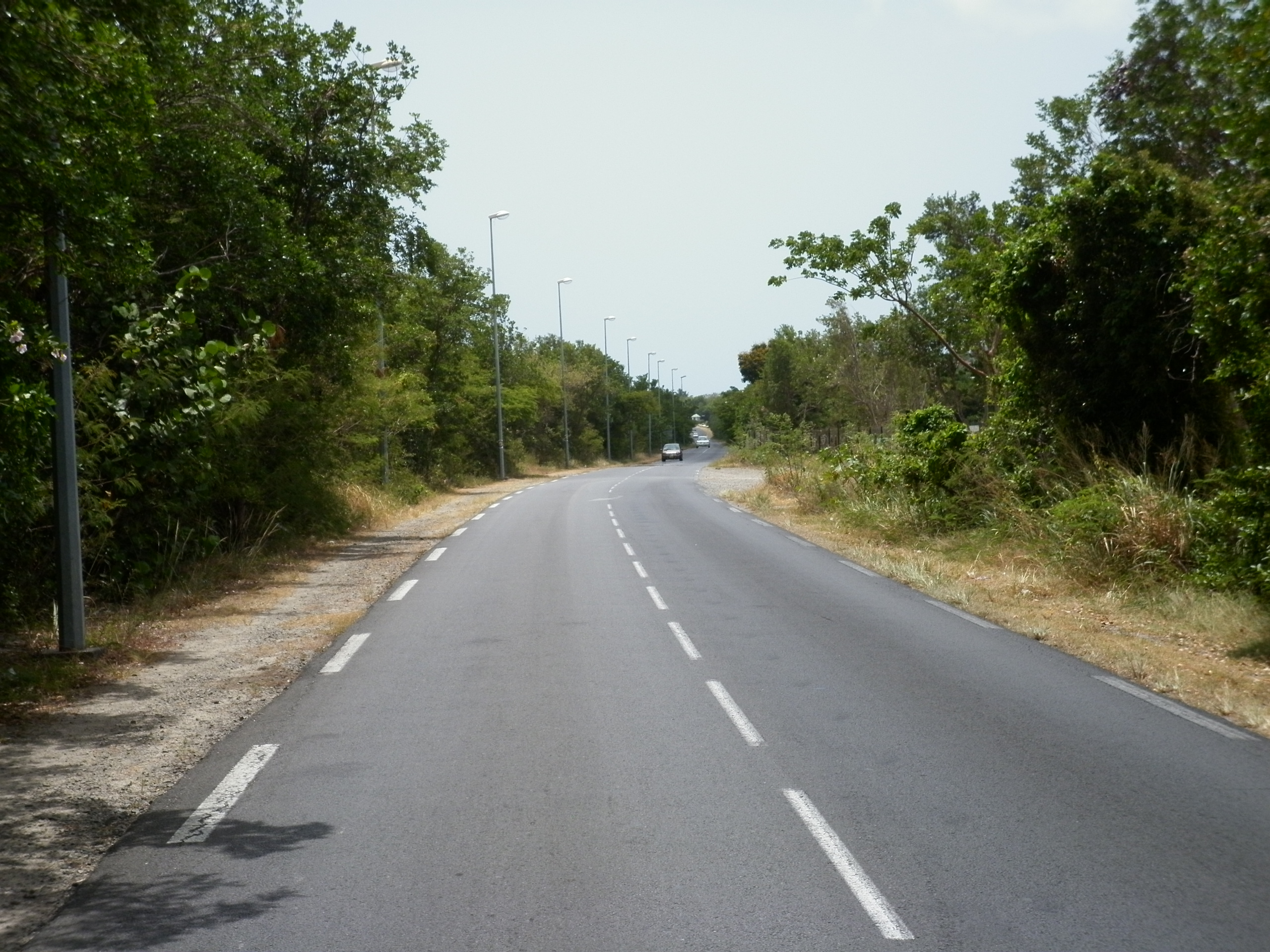
Taxe additionnelle destinée à financer le réseau routier des deux communes.

La taxe perçue au profit des communes de Saint-Martin et Saint-Barthélemy est un impôt indirect créé en 1987 pour financer l'amélioration du réseau routier de l'île. Il s'agit d'une taxe additionnelle à la taxe sur les certificats d'immatriculation des véhicules, dite « taxe sur les cartes grises ».

## Historique
L'article 21 de la loi de finances rectificative du 30 décembre 1987 est institué au profit de la commune une taxe additionnelle à la taxe sur les certificats d'immatriculation des véhicules. Un rapport de l'inspection générale des finances pointait le mauvais état du réseau routier de la partie française de l'île de Saint-Martin et évaluait les besoins de financement à une quinzaine de millions de francs. La taxe est codifiée sous l'article 1585 I du code général des impôts.

## Caractéristiques
La taxe additionnelle est due sur les certificats d'immatriculation délivrés aux résidents des communes de Saint-Martin et Saint-Barthélemy. Son taux est fixé chaque année par délibération du conseil municipal dans les conditions prévues aux articles 1599 sexdecies à 1599 novodecies. Le taux de la taxe additionnelle ne peut pas excéder celui de la taxe principale (taxe sur les certificats d'immatriculation des véhicules, dite « taxe sur les cartes grises »).
Elle est assise et recouvrée comme un droit de timbre.